# 西固城站
36°06′36″N 103°35′53″E / 36.110004°N 103.598177°E
西固城站位于中华人民共和国甘肃省兰州市西固区，建于1953年。是兰新铁路的一个车站，距离兰州站25公里。距上行车站陈官营站7km，距下行车站坡底下站10公里。该站隶属于中国铁路兰州局集团。客运：办理旅客乘降；行李、包裹托运；货运：办理整车、集装箱货物发到；零担仅办理直达整零货物发到；不办理整车爆炸品及整车一级氧化剂发到；不办理罐装危险货物发到，为三等站。